# 奈良 (市原市)
奈良（なら）は、千葉県市原市の市津地区にある大字。郵便番号は290-0164。

## 概要
市原市北部の市津地区にある。地区北部の長生郡長柄町との境界及び千葉市緑区との境界付近に位置している。全体的に山がちな地形となっている。

## 地理
北は高倉、東は金剛地、南は長柄町西山、西は東国吉・永吉・山之郷飛地と接している。

## 世帯数と人口
2022年4月1日現在の世帯数と人口は以下の通りである。
| 町丁字 | 世帯数 | 人口  |
| ------ | ------ | ----- |
| 奈良   | 64世帯 | 157人 |

## 通学区域
市立小学校・市立中学校及び県立高等学校の通学区域は以下の通りである
| 町丁字 | 番地 | 小学校                 | 中学校             | 高等学校 |
| ------ | ---- | ---------------------- | ------------------ | -------- |
| 奈良   | 全域 | 市原市立市東第一小学校 | 市原市立市東中学校 | 第9学区  |

## 施設
- 奈良の大仏 (市原市)

## 交通

### 鉄道
- なし

### バス
- 小湊鉄道